# Münzstätte Langenargen

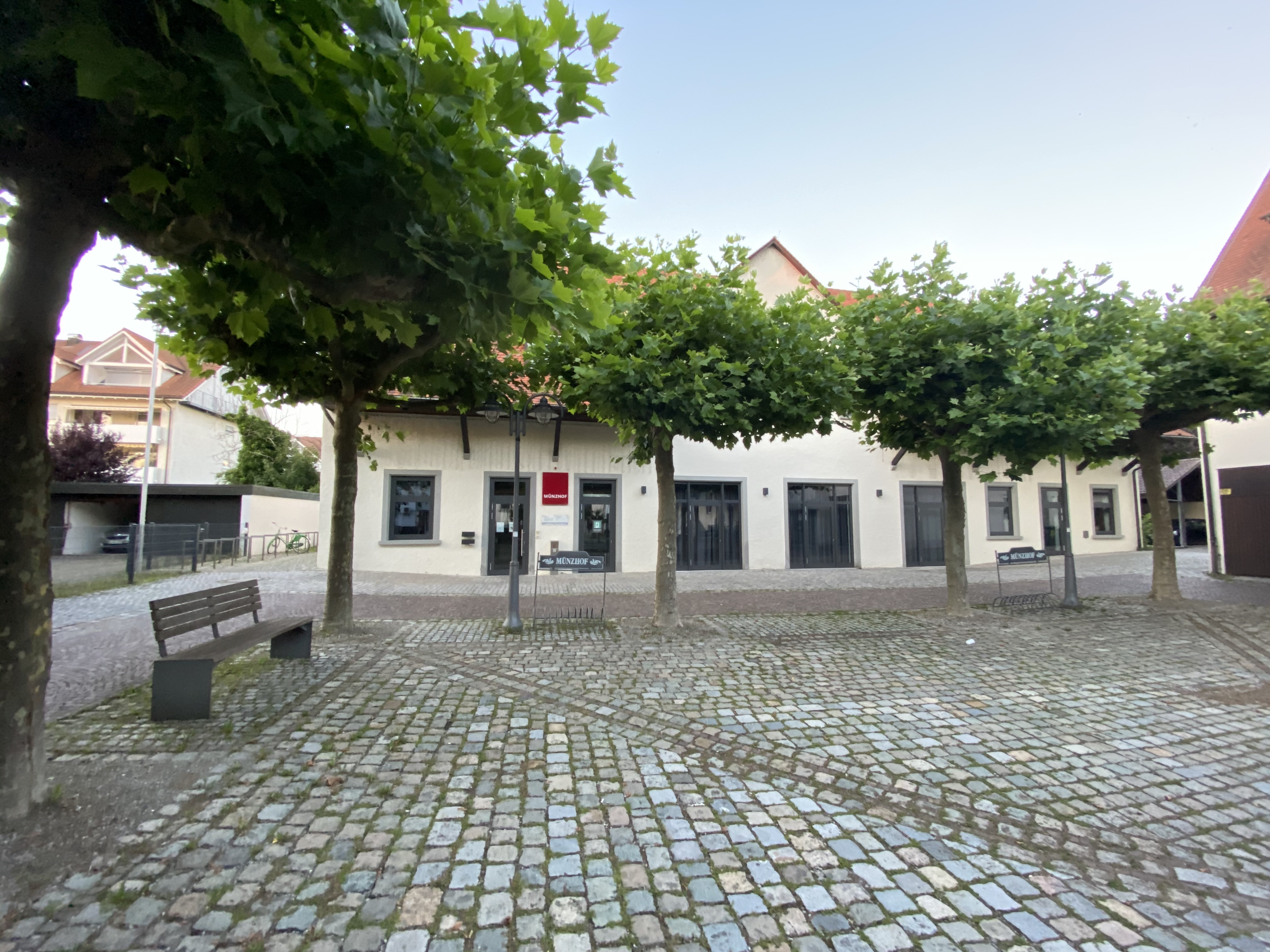
Kulturstätte Münzhof Langenargen

Die Münzstätte Langenargen, heute Münzhof Langenargen, war eine Münzprägeanstalt der Grafen von Montfort in Langenargen am Bodensee. Seit der Wiedereröffnung im Jahr 1988 ist der Münzhof zu einem Treffpunkt für Kultur und Geselligkeit geworden. Im Eingangsbereich befindet sich ein Lesefoyer und im ersten Stock die öffentliche Bücherei. Der große Saal mit Bühne bietet Platz für Theateraufführungen, Kabarett, Lesungen, Konzerte, Vorträge und Privatfeiern.

## Münzhof
Der Münzhof ist eines der ältesten Gebäude aus der montfortischen Zeit. Das erste Gebäude wurde 1632 im Dreißigjährigen Krieg von den Schweden zerstört. Am 10. Juli 1733 wurde der im Jahre 1674 wieder aufgebaute Münzhof vom Blitz getroffen und brannte samt der in seiner Nähe stehenden Zehntscheuer ab. Als Münzstätte dienten danach für einige Jahrzehnte die Nebengebäude des Schlosses auf der Halbinsel der Wasserburg Argen in unmittelbarer Nähe zum Kapuzinerkloster. 1763 wurde die Münzstätte in Langenargen endgültig geschlossen.
Die Zehntscheuer, der heute sogenannte Münzhof, wurde 1735 wieder aufgebaut. Nach dem Zweiten Weltkrieg nutzte die Gemeinde das Gebäude als Bauhof und richtete im Obergeschoss mehrere Wohnungen ein. Seit Mai 1988 sind dort die öffentliche „Bücherei im Münzhof“ sowie ein Mehrzwecksaal, der unter anderem seit dem Jahr 2018 als Aufführungsstätte für die Langenargener Festspiele genutzt wird.

## Geschichte

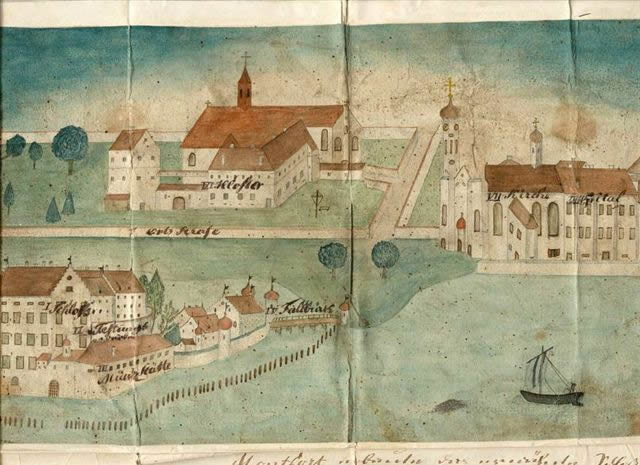
Vorne links die Münzstätte Langenargen

In der Kipperzeit richtete 1621 eine Gruppe von Unternehmern mit Zustimmung der Montforter Grafen die Münzstätte in Langenargen ein und prägte dort unter Zugabe von Kupfer, Zinn oder Blei minderwertige Taler und Dreibätzner, d. h. 12-Kreuzer-Stücke. Weil seit einem Beschluss der deutschen Fürsten 1623 nur noch Münzen mit hohem Silbergehalt erlaubt waren, kaufte Graf Hugo von Montfort die wertlos gewordenen Kippermünzen in großen Mengen zum Altmetall-Preis auf und prägte aus dem darin enthaltenen Silber vor allem Halbbatzen, d. h. 2-Kreuzer-Stücke. Auf dem süddeutschen Probationstag im Mai 1626 in Augsburg wurden aber auch diese Münzen für mangelhaft befunden und verboten, und der Münzmeister und Wardein wurden zum nächsten Probationstag mit den Münzbüchern nach Nürnberg geladen. Die Montforter Münzstätte wurde aber nur durch einen unvereidigten Münzer betrieben und für den Probationstag von 1626 in Nürnberg wurde statt der angeforderten Bücher nur ein „Extrakt“ geschickt. Der Graf wurde daraufhin bis 1630 jeweils aufgefordert, die Münzbücher und zwei verantwortliche Beamte zum Probationstag zu schicken, aber stattdessen kam regelmäßig nur ein Entschuldigungsschreiben des Grafen. 1629 beendete Graf Hugo das Prägen des Kleingelds, vermutlich weil seine Silbervorräte erschöpft waren. Zum Probationstag im Oktober 1630 in Regensburg schickte er endlich die seit mehreren Jahren angeforderten Münzbücher. Aus ihnen ging hervor, dass er von 1626 bis 1629 trotz des erlassenen Verbots für mehr als 300.000 Gulden hatte Halbbatzen prägen lassen, also mehr als neun Millionen Stück.
Ab 1675 wurden in der Montforter Münzstätte Münzen in großer Auflage geprägt, aber im Dezember 1679 wurden alle Montforter Münzen in drei süddeutschen Kreisen für illegal erklärt und für ein Sechstel unter Nennwert zum Einschmelzen aus dem Verkehr gezogen. Trotzdem war die Münzstätte bis 1763 mit nur wenigen Unterbrechungen in Betrieb. Das Montforter Geld wurde zwar regelmäßig bei den Prüfungen der Kreise bemängelt, verrufen und verboten. Auch in Frankfurt am Main wurde es zeitweilig nicht angenommen.
1722 kam es zu einem Skandal wegen der Fälschung von Konstanzer Ratsschillingen in der Münzstätte Langenargen, aber Graf Anton III. von Montfort hielt sich nicht für zuständig, da er nicht selbst gefälscht, sondern die Münzstätte verpachtet hatte. Ab 1734 wurden in der Münzstätte Langenargen Goldmünzen geprägt. 1736 wurde in einem Münzpatent des Fränkischen Kreises vor diesen aus Gold geprägten Karolinen gewarnt, 1737 wurden sie in Franken verboten. 1749 wurden in Hannover alle Montforter Goldmünzen verboten.

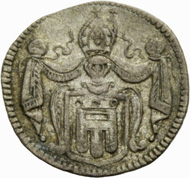
Rentkreuzer von 1737. Behelmtes Wappen des Grafen Ernst von Montfort (1730–1758).
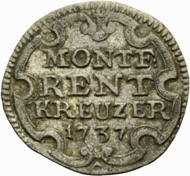
Rentkreuzer von 1737. Beschriftung: "MONTF: / RENT / KREUZER / 1737" in Kartusche.
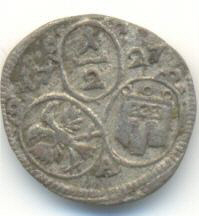
Eine Münze aus der Montfortischen Münzstätte in Langenargen: ½ Kreuzer 1727

Die Grafen von Montfort prägten Münzen vor allem dann, wenn die Absatzmöglichkeiten außerhalb des eigenen Landes gut waren. Sie prägten 2/3-Taler, wenn sie an dem Export von 2/3-Talern verdienen konnten und Kleingeld, wenn sich Halbkreuzer und Kreuzer besser unterbringen ließen. Wenn das Prägen einer Münzensorte Profit versprach, belieferten sie den Markt, egal ob in Gold, Silber oder Kupfer. Sie prägten aber auch „Rentkreuzer“ ausschließlich für den Umlauf im eigenen montfortischen Land, da ihr Nennwert nicht dem Silberwert entsprach. Die Rentkreuzer mit geringem Silbergehalt wurden mit dem Hinweis ausgegeben, dass man mit ihnen die nächstfälligen Steuern bezahlen solle, wobei sie nicht zum Silberwert, sondern zum vollen Nennwert angerechnet würden.
Ab 1760 sollte, wer Montforter Münzen verwende, laut einem kaiserlichen Mandat Strafe zahlen. Trotzdem sind gerade die letzten Jahrgänge der noch erhaltenen Montforter Münzen stark abgerieben und müssen daher viel umgelaufen sein. 1763 wurde die Münzstätte Langenargen durch Graf Franz Xaver geschlossen. Dieser behielt allerdings die Münzstätte mit allem Zubehör, in der Hoffnung, zu einem späteren Zeitpunkt dort wieder Münzen zu prägen.